# Iglesia de San Pedro y San Pablo (Tabarca)
La iglesia de San Pedro y San Pablo (en valenciano: Església de Sant Pere i Sant Pau) es un templo católico situado en la isla de Tabarca, en el municipio de Alicante. En 1769 ya existía una pequeña capilla, que se amplió a iglesia y fue bendecida en 1770, aunque su construcción no finalizó hasta 1779. Fue declarada Bien de Interés Cultural en 1964 junto con el resto de la isla.

## Estructura
La planta del templo queda inscrita en un rectángulo con orientación litúrgica canónica (este-oeste), quedando el presbiterio hacia levante y la puerta principal hacai poniente. Al ser la iglesia un elemento articulador de la estructura urbana, se proyectó una segunda puerta lateral, que permitiera el acceso al eje transversal, que tiene su inicio en la plaza que se abre ante esta segunda puerta.
El edificio es extento y presenta nave única, dividida en tres tramos por los contrafuertes interiores. El tramo de los pies tiene una sola crujía y es el del de menor altura, pues en la parte superior está el coro. El tramo central tiene mayor longitud, pues comprende cuatro crujías, definidas por los arcos torales que descargan en los contrafuertes laterales, entre los cuales se configuran las capillas secundarias. El presbiterio queda situado a levante y en él se configura la capilla mayor, cuya planta es casi cuadrada, aunque de menor anchura que la nave. Esto se debe al estrechamiento provocado por quedar en los laterales dos espacios, destinados el uno a capilla y quizás el otro, en origen, a capilla de la comunión.
Bajo su pavimento hay tres bóvedas con sepulturas. Cuenta con dos puertas, una en la fachada de poniente y otra en la fachada sur, donde comienza el eje NS que se dirigía, en principio, al castillo que nunca llegó a construirse. Tanto el pórtico como los huecos de las ventanas son de inspiración barroca, dominando en ellas las curvas y las superficies alabeadas y estas ventanas utilizan delgada piedra translúcida de alabastro para que penetre la luz en el interior de la iglesia. Contiguo a la iglesia se construyó un edificio destinado a casa del cura y a escuelas.